# Ardei umpluți
Ardeii umpluți reprezintă un aliment preparat în bucătăria românească și cea moldovenească. Sunt de obicei preparați cu ardei grași ori gogoșari umpluți cu carne tocată (de obicei de porc), orez, ceapă, verdețuri și condimente. Uneori se servesc cu smântână sau iaurt. Ardeii umpluți sunt gătiți vertical într-o cratiță cu apă. Ardeii umpluți se pot face și de post, înlocuind carnea din umplutură cu ciuperci, soia și legume tocate.

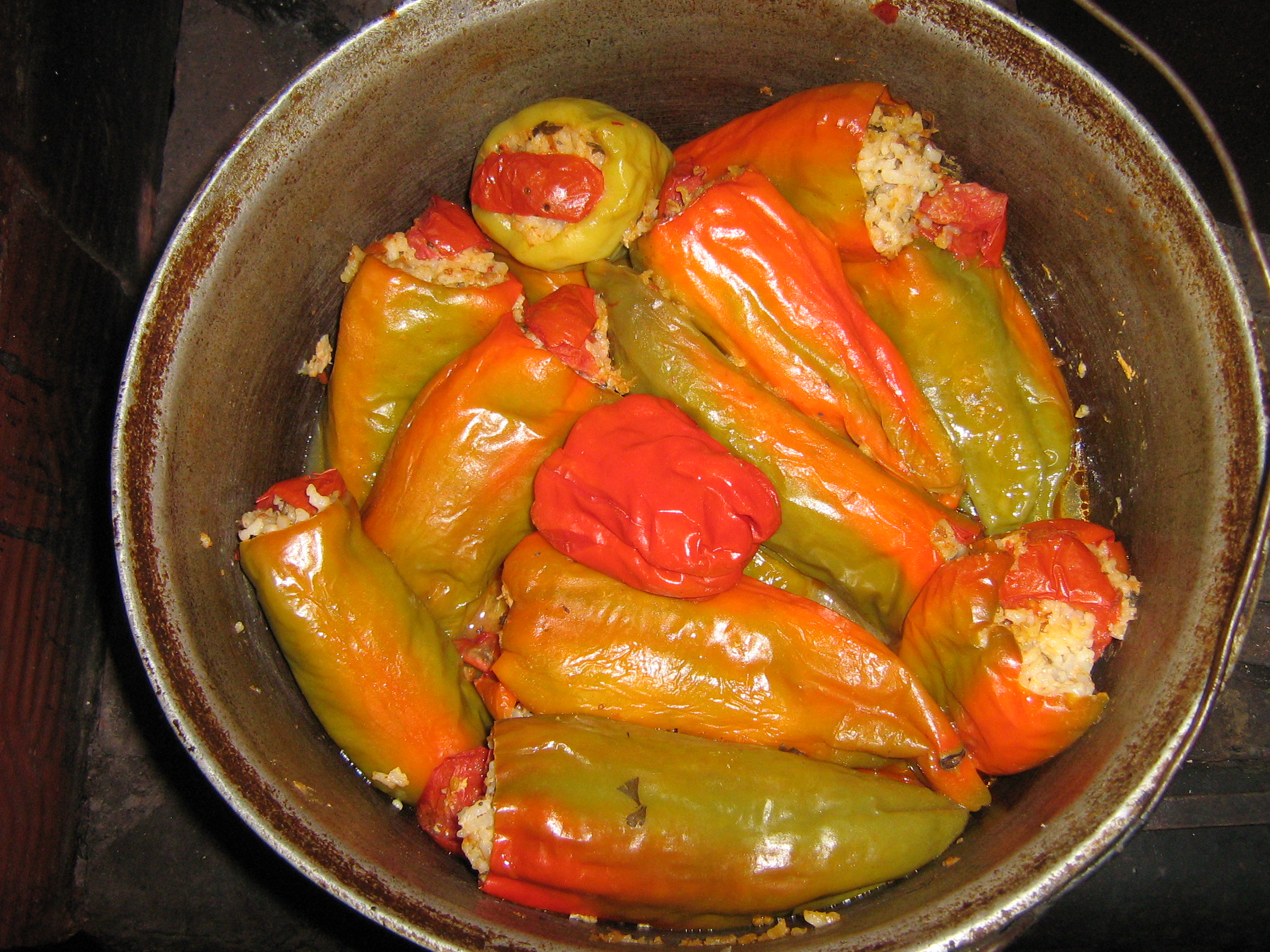
Ardei umpluți în tuci
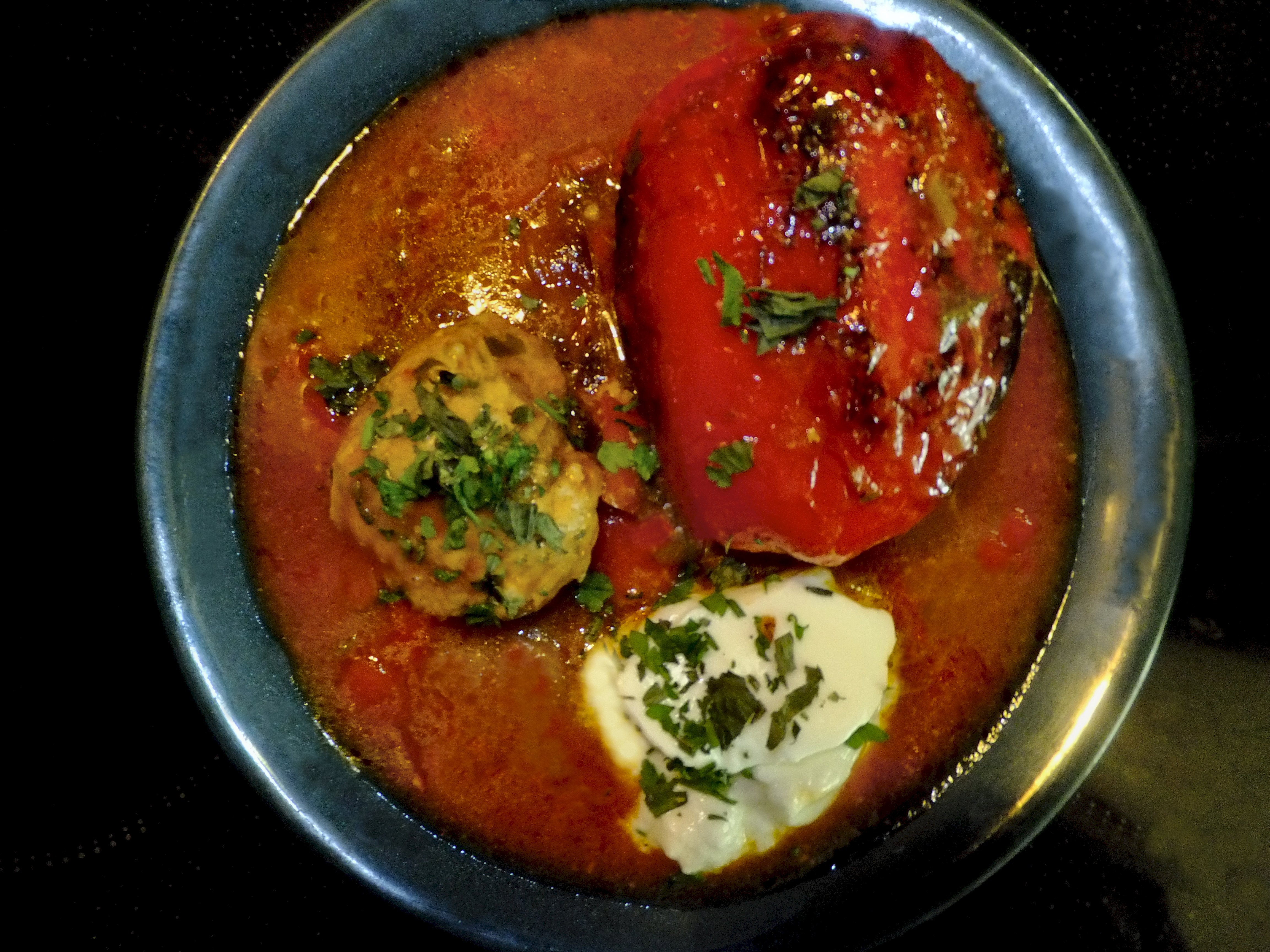
Ardei umplut, iaurt